# Sonchus oleraceus
Laiteron maraîcher
Espèce
Classification phylogénétique
Sonchus oleraceus, communément appelé le Laiteron maraîcher, Laiteron commun, Laiteron lisse ou Laiteron potager, est une espèce de plantes à fleurs du genre Sonchus et de la famille des Asteraceae. L’espèce est originaire d’Europe, d’Afrique du Nord et du Moyen-Orient et a été introduite dans presque tous les autres pays du monde. C’est une rudérale que l’on trouve dans les champs, les jardins, les décombres, les friches, les bords de route ou les bords de trottoir en ville.
Les feuilles peuvent être consommées crues ou cuites.

## Nomenclature et étymologie
L’espèce a été décrite et nommée Sonchus oleraceus   par Carl Linné en 1753 dans Species Plantarum 2: 794.
Le nom botanique de genre Sonchus est un mot latin emprunté au grec σόγχος sogchos d’étymologie inconnue. Il désignait aussi le laiteron (Sonchus oleraceus et S. asper) chez Pline, HN, 22, 88, et Dioscoride MM, 2, 115.

L'épithète spécifique oleraceus dérive d’olus, qui signifie « légume vert ». Le nom vernaculaire de laiteron, comme celui de laitue, fait référence au latex, lait poisseux produit lorsqu’on casse les tiges de la plante.

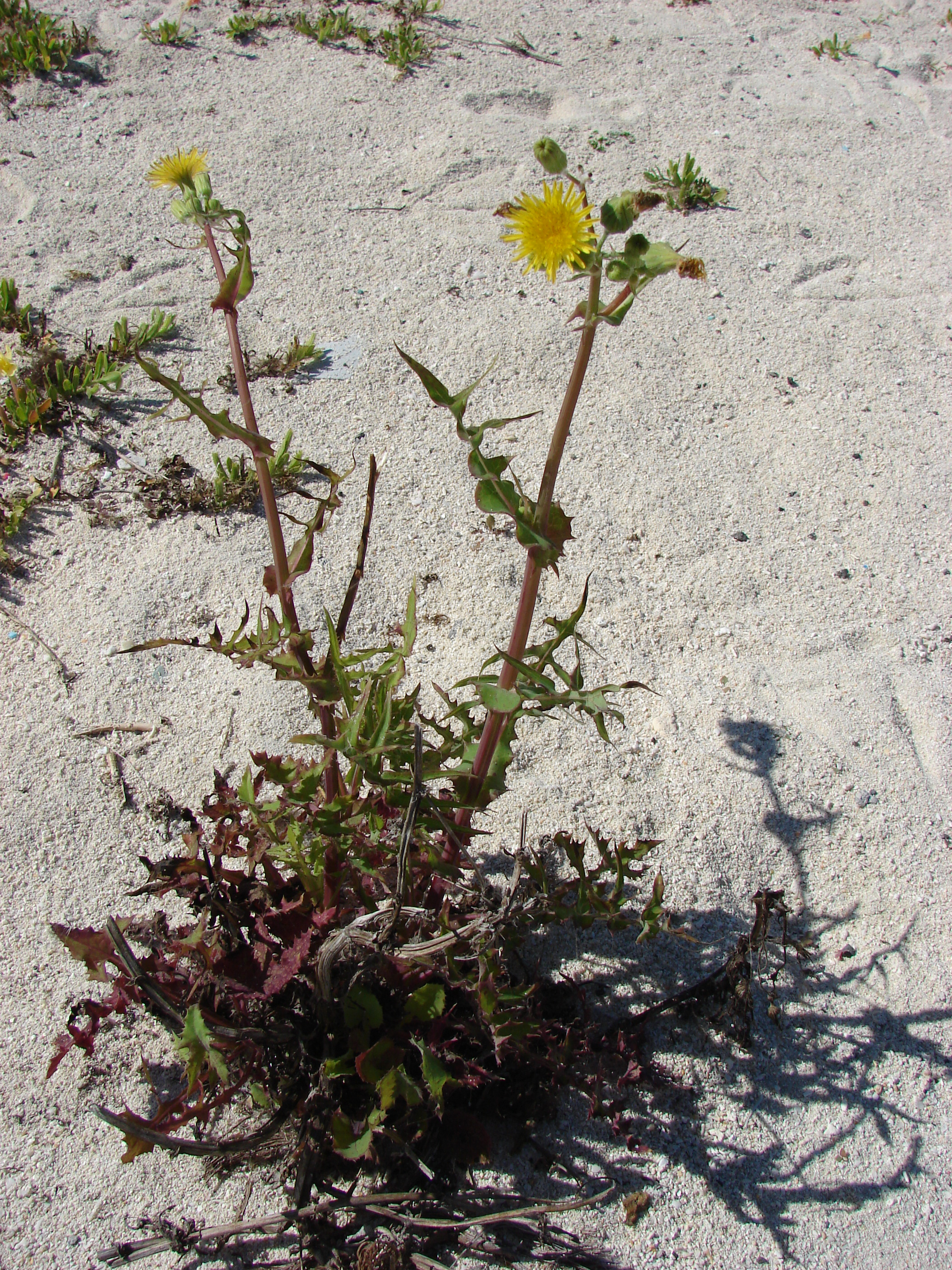
Laiteron maraîcher

## Description
Le Sonchus oleraceus  est une plante herbacée  annuelle de 30 à 80 cm,.
La tige creuse est côtelée peu rameuse, lisse ou un peu glanduleuse au sommet ; elle porte des feuilles glabres non piquantes, alternes. Elle contient un latex blanc qui apparaît lorsqu’on la casse.
Les feuilles basales et inférieures sont en rosette, dressées et obliques, de couleur vert clair à vert bleuté.
Les feuilles caulinaires (du milieu et du haut de la tige) sont embrassantes,  obovales, allongées, glabres, roncinées - pennatifides ou pennatipartites, à lobes dentés, le lobe terminal triangulaire est plus grand.
Les fleurs jaunes, toutes ligulées, regroupées dans des capitules piriformes disposés en panicule ou corymbe lâche et feuillé. L’involucre est plus ou moins campanulé, avec des phyllaires (bractées) glabres ou avec quelques poils glanduleux.
Les fruits sont des akènes brunâtres obovales-oblongs, fortement rugueux, striés transversalement. Ces fruits de 4 mm de long portent un pappus blanc, à soies lisses, blanches, de 7 à 8 mm de long.
Espèce protandre, la fécondation est anémophile ou entomophile. Elle produit une quantité importante de graines (jusqu’à 100 000 par plante) qui sont transportées par l’eau (hydrochorie) et le vent (anémochorie).

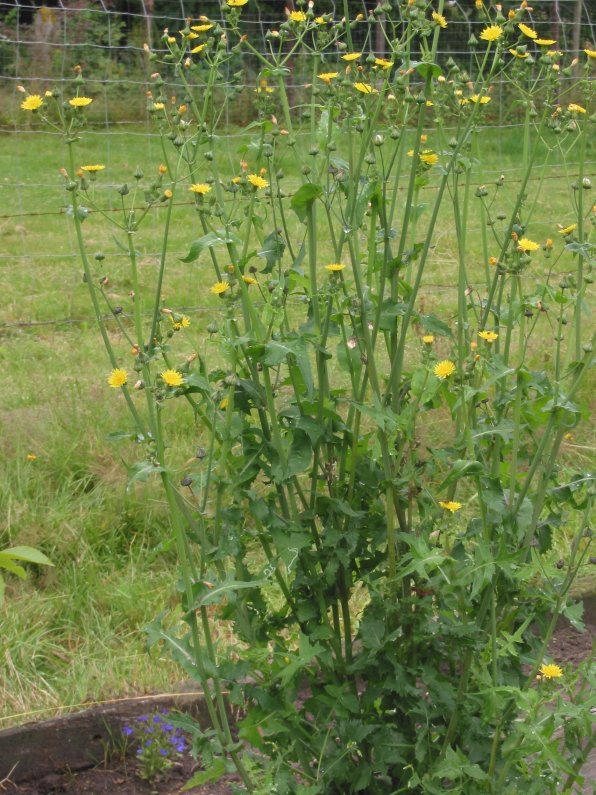
Port.
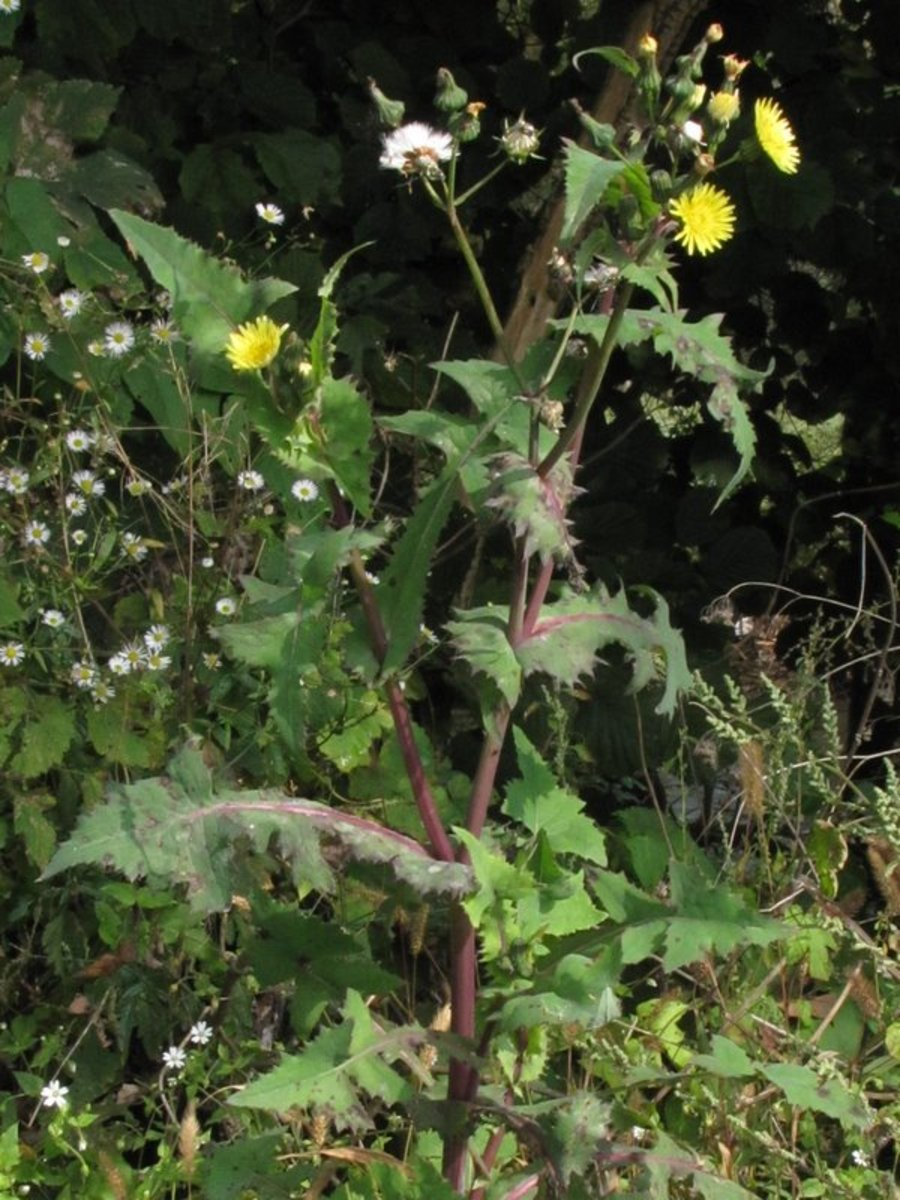
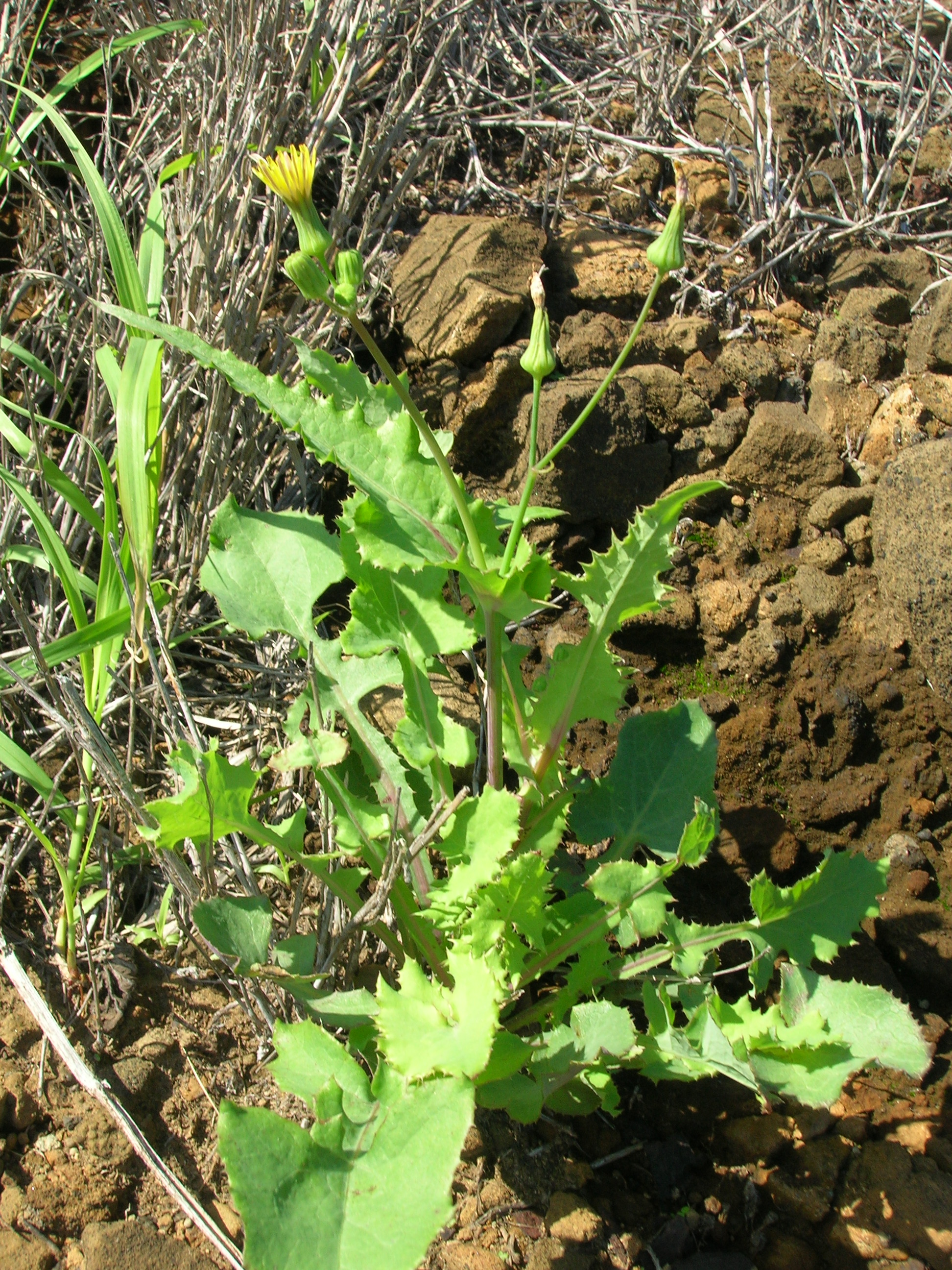
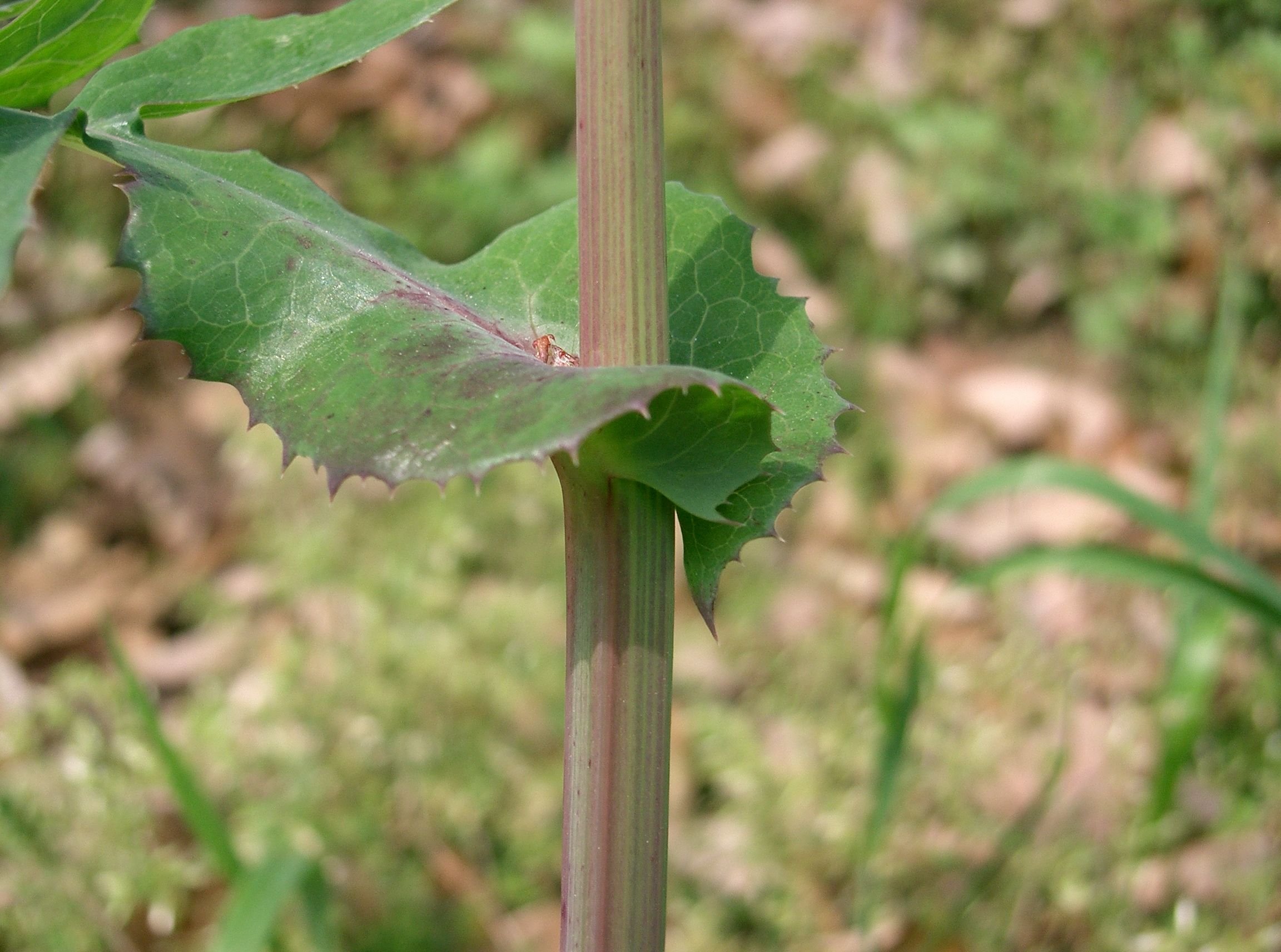
Feuille engainante.
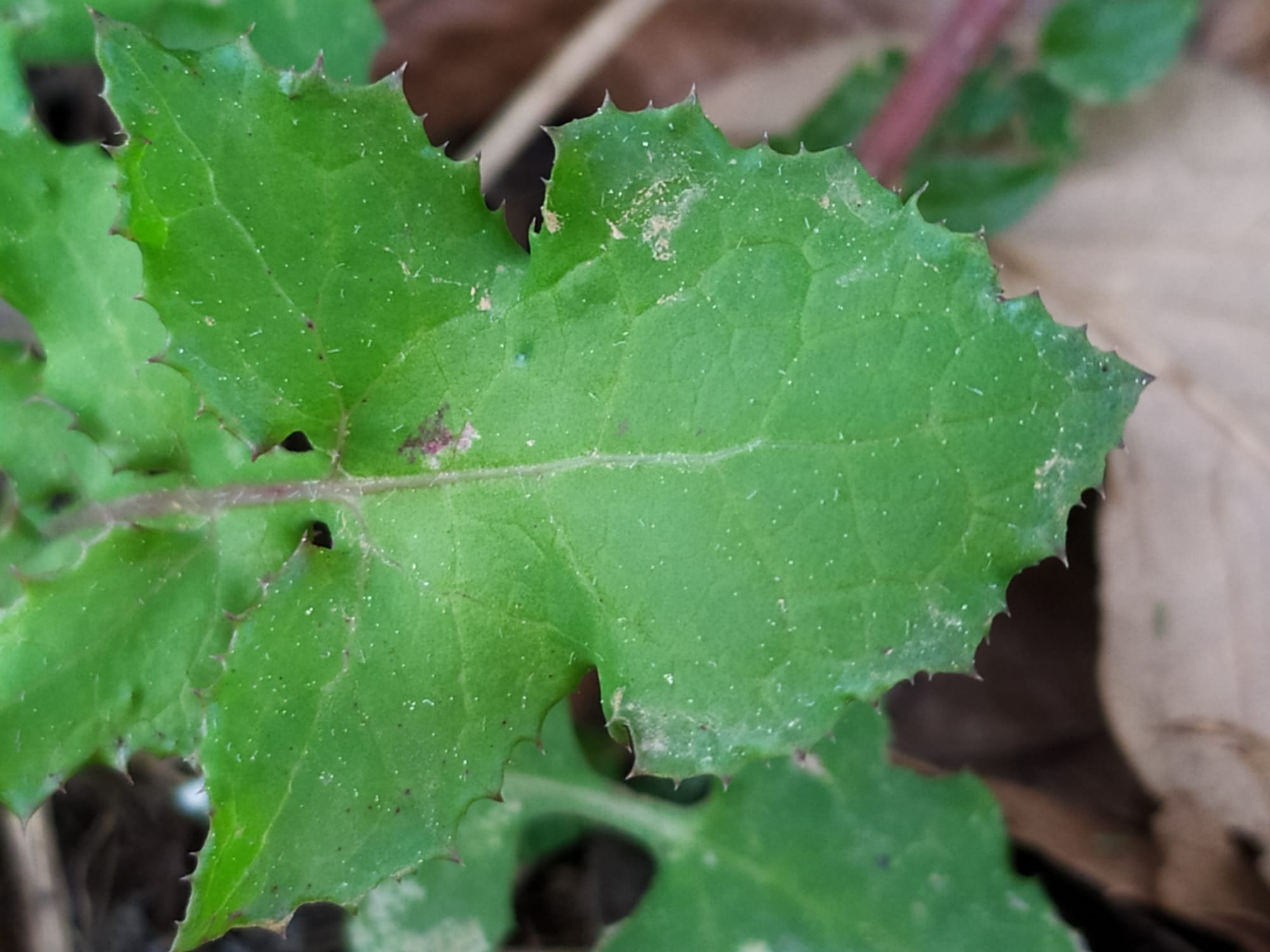
Lobe terminal triangulaire.
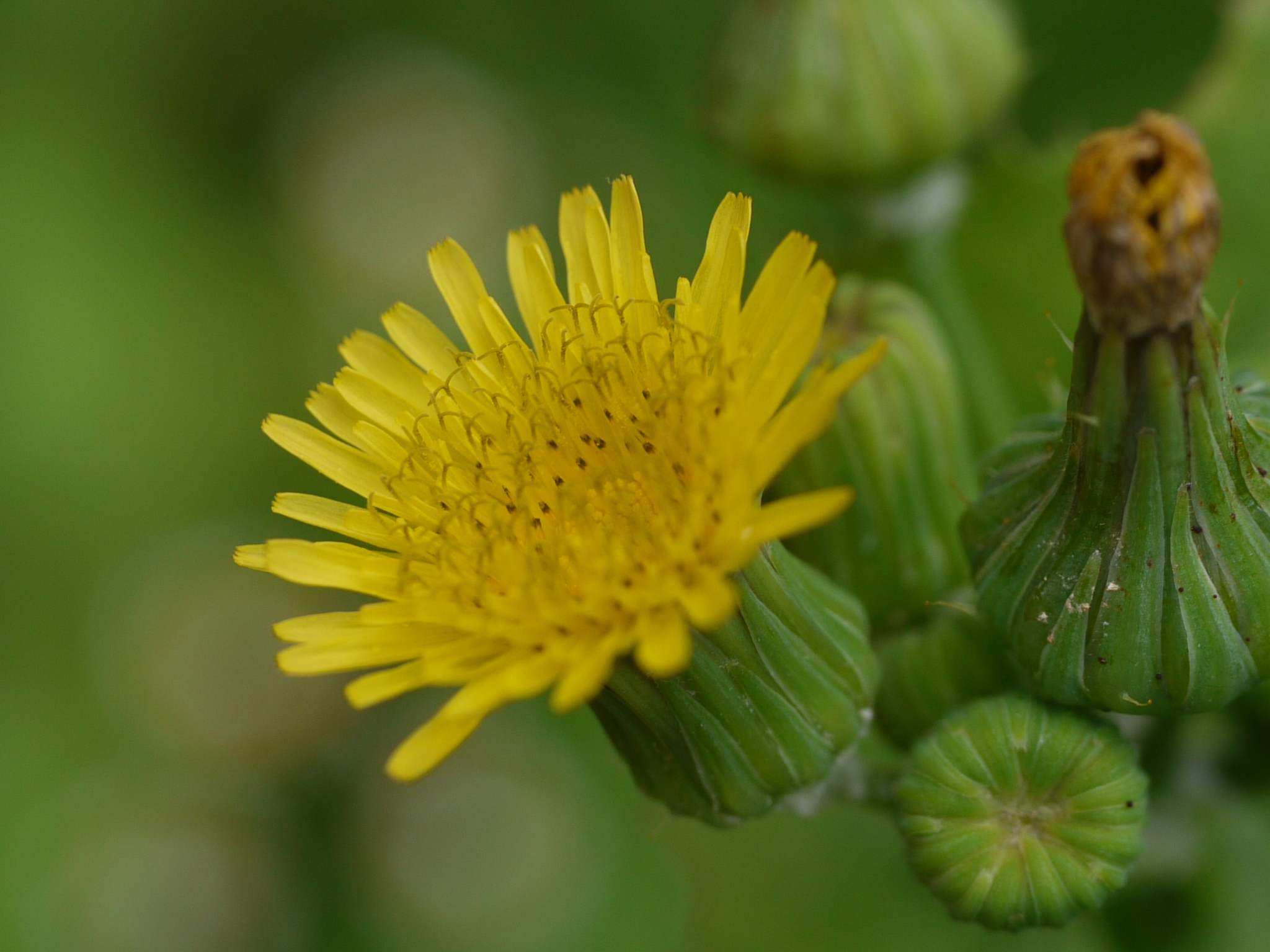
Capitule.
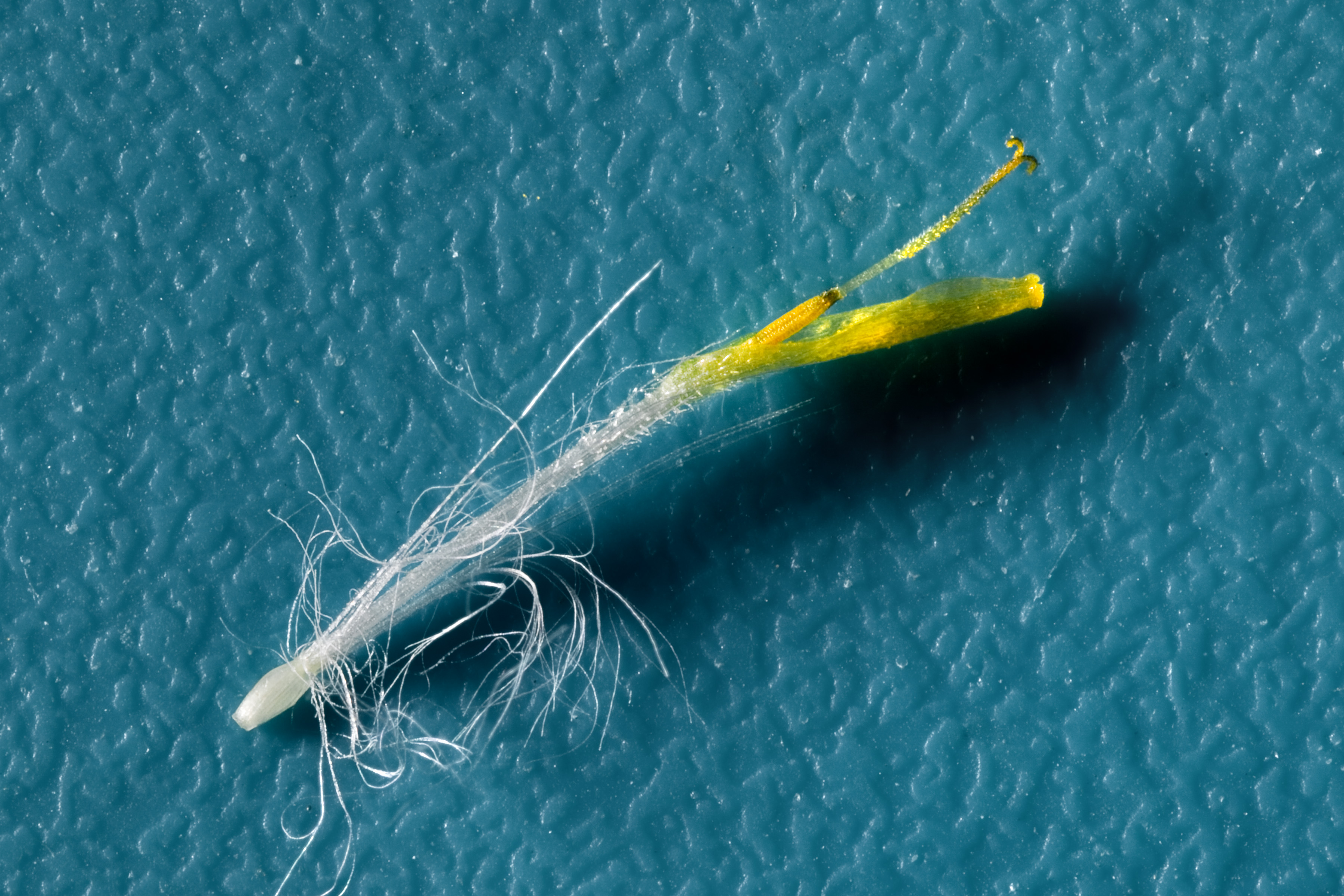
Fleur avec sa ligule jaune (corolle).

## Distribution et habitat
Cette espèce est originaire d’Europe (de l’Atlantique à l’Oural), d’Afrique du Nord et du Moyen Orient, selon POWO. Elle pousse partout présente en France métropolitaine, notamment dans les villes de la région parisienne.
Elle a été introduite dans presque tous les autres pays du monde, c’est une subcosmopolite. Naturalisée, elle devient souvent une adventice.
Espèce rudérale à très large répartition, on la trouve dans les champs, les jardins, les décombres, les friches, les bords de route, jusqu'à 2 650 m d'altitude.

## Synonymes
Selon POWO, les synonymes sont:
- Carduus amplexicaulis Noronha
- Sonchus angustissimus Hook.f.
- Sonchus ciliatus Lam.
- Sonchus ciliatus var. subbipinnatifidus Guss.
- Sonchus fabrae Sennen
- Sonchus glaber Gilib.
- Sonchus gracilis Phil.
- Sonchus gracilis Sennen
- Sonchus lacerus Willd.
- Sonchus laevis Vill.
- Sonchus laevis Garsault
- Sonchus longifolius Trevir.
- Sonchus macrotus Fenzl
- Sonchus mairei H.Lév.
- Sonchus maritimus Moc.     & Sessé
- Sonchus oleraceus subsp. angustissimus H.Lindb.
- Sonchus oleraceus var. integrifolius Wallr.
- Sonchus oleraceus var. lacerus (Willd.) Wallr.
- Sonchus oleraceus var. litoralis P.D.Sell
- Sonchus oleraceus f. runcinatus Fiori
- Sonchus oleraceus var. triangularis Wallr.
- Sonchus pallescens Pancic
- Sonchus parviflorus Lej. ex Rchb.
- Sonchus plumieri Sessé & Moc.
- Sonchus reversus E.Mey. ex DC.
- Sonchus rivularis Phil.
- Sonchus roseus Besser ex Spreng.
- Sonchus royleanus DC.
- Sonchus runcinatus (Fiori) Zenari
- Sonchus schimperi A.Braun & C.D.Bouché
- Sonchus schmidianus K.Koch
- Sonchus spinulifolius Sennen
- Sonchus subbipinnatifidus (Guss.) Zenari
- Sonchus sundaicus Blume
- Sonchus tenerrimus Schur
- Sonchus umbellifer Thunb.
- Sonchus zacinthoides DC.

## Utilisations
Si la racine juteuse est assez tendre, elle peut être mangée cuite. Les feuilles peuvent être consommées crues (jeunes feuilles en salades) ou cuites (feuilles plus âgées en légumes, en soupes ou étuvées à la crème). Comme les pissenlits, les boutons floraux peuvent être ajoutés crus aux salades ou conservés dans le vinaigre comme les câpres.
À La Réunion, il est consommé en brède et appelé brède lastron, appellation qu'il partage avec le laiteron piquant.
Le laiteron a des propriétés thérapeutiques comme le pissenlit (diurétique, légèrement laxative, cholérétique et cholagogue). En Tanzanie et à Madagascar, les racines sont utilisées comme purgatif et en Tanzanie comme abortif et vermifuge. 
Il est également utilisé comme fourrage. Il est apprécié par les bovins, les porcins et les lapins.
Adventice des cultures, il est un hôte pour les maladies et les ravageurs, d'où l'usage de cette espèce comme plante piège pour assurer le suivi et la lutte contre les populations d'insectes.